# دورة ألعاب إنفيكتوس 2018
كانت ألعاب إنفيكتوس 2018 حدثًا رياضيًا متعدد الرياضات خاص بالجنود المصابين والجرحى والمرضىى من قُدامى العسكريين والعاملين في القوات الدفاعية، وقد أُقيمت في سيدني، نيو ساوث ويلز، أستراليا. تضمنت دورة ألعاب إنفيكتوس الرابعة، التي أسسها الأمير هاري دوق ساسكس، في عام 2014، 13 رياضة (11 منها رياضة ميدالية). كانت هذه أول دورة ألعاب إنفيكتوس تقام في نصف الكرة الجنوبي.

## التطوير والاعداد

### الأماكن
نُظمت الفعاليات في ميناء سيدني وفي حديقة سيدني الأولمبية، في الأماكن التي استُخدمت في دورة الألعاب الأولمبية الصيفية لعام 2000.
- جزيرة كوكاتو – تحدي قيادة جاكوار لاند روفر
- مركز جينيا لكرة الشبكة – مباريات مجموعة كرة الطائرة الجالسة، تصفيات ونهائيات رفع الأثقال.[5]
- مركز كواي – نصف النهائي والنهائيات لكرة الطائرة بوضعية الجلوس، مباريات مجموعة كرة الرجبي على الكراسي المتحركة، نصف النهائي والنهائيات، مباريات مجموعة كرة السلة على الكراسي المتحركة، نصف النهائي والنهائيات.
- ساحة بنك كودوس – حفل الختام.
- فارم كوف/الحديقة النباتية الملكية، سيدني – تصفيات ونهائيات الإبحار، سباق الدراجات على الطرق.
- مركز سيدني الأوليمبي للرياضات المائية – تصفيات ونهائيات السباحة.
- مركز سيدني الأوليمبي للألعاب الرياضية – ألعاب القوى.
- مركز هوكي الحديقة الأوليمبية في سيدني – الرماية.
- مركز تنس نيو ساوث ويلز – تنس الكراسي المتحركة.
- دار الأوبرا في سيدني – حفل الافتتاح.

### التمويل
كانت شركة جاغوار لاند روفر الشريك الرئيسي لدورة ألعاب سيدني إنفيكتوس 2018، كما كانت شريكًا لألعاب إنفيكتوس منذ انطلاقها في لندن عام 2014. أما الشركاء الرئيسيون فكانوا مؤسسة فيشر هاوس وميديبانك ومجموعة سيج وجامعة نيو ساوث ويلز كانبيرا وويستباك . أما الداعمون الرسميون فتضمنوا: أون، بوينغ، الإسكان الدفاعي الأسترالي، فيديليتي، فندق حياة ريجنسي سيدني، آيكير، ISPS هاندا، لايدوس، لوكهيد مارتن، مينتر إليسون، رايثيون، دار السك الأسترالية، SAAB أستراليا، تيكتك، يوني سيستمز، ومجموعة وورك وير. وكان الموردون الرسميون للحدث: أمازون وأكور وCSM لايف وجورج بي. جونسون ونظم الميدالية الذهبية وغودمان وغريت بيغ إيفينتس وهارفي نورمان وآيزنتيا ونورويست وأوتوبوك وبيجز وشركة التوجيه الفني. كانت مؤسسة باكر العائلية داعمًا خيريًا. أما الشركاء المؤسسون فشملوا قوات الدفاع الأسترالية، وشركة ديلويت، وليغاسي NSW وأندية NSW وRSL NSW. تبرعت الحكومة الأسترالية بمبلغ 10 آلاف دولار لدعم الألعاب بمناسبة زواج الأمير هاري وميغان ماركل.

## الألعاب

### الدول المشاركة
تمت دعوة جميع الدول السبع عشرة التي شاركت في دورة الألعاب لعام 2017 للحضور، وانضمت بولندا لأول مرة، ليصبح إجمالي عدد الدول 18 دولة.
- أفغانستان
- أستراليا (المضيف)
- كندا
- الدنمارك
- إستونيا
- فرنسا
- المملكة المتحدة
- جورجيا
- ألمانيا
- العراق
- إيطاليا
- الأردن
- هولندا
- نيوزيلندا
- بولندا
- رومانيا
- أوكرانيا
- الولايات المتحدة

كما شارك فريق آخر يحمل اسم "أونكونكرد" في بعض الفعاليات التي تتكون من متنافسين من دول متعددة.
مصدر:

### الرياضات
أُقيمت مسابقات في 12 رياضة تكيّفية خلال دورة الألعاب مع العلم أن رياضتي الغولف وتنس الكراسي المتحركة لم تُعتبر رياضات ميدالية. بالإضافة إلى تحدي قيادة جاكوار لاند روفر.
- نبالة  (تفاصيل)
- ألعاب قوى  (تفاصيل)
- غولف  (تفاصيل)
- التجديف الداخلي  (تفاصيل)
- رياضة القوة  (تفاصيل)
- كوب الدراجات على الطرق  (تفاصيل)
- سباقات اليخوت  [لغات أخرى]‏  (تفاصيل)
- الكرة الطائرة بوضعية الجلوس  (تفاصيل)
- سباحة  (تفاصيل)
- كرة السلة على الكراسي المتحركة  (تفاصيل)
- الرجبي على الكراسي المتحركة  (تفاصيل)
- تنس الكراسي المتحركة  (تفاصيل)
- (1) تحدي قيادة جاكوار لاند روفر

#### الرجبي على الكراسي المتحركة
أُقيمت مباريات الرجبي على الكراسي المتحركة في مركز كواي على مدى يومين من 24 إلى 25 أكتوبر. تنافس الرجال والنساء في فرق مختلطة. شارك المتنافسون من 6 دول في كرة الرجبي على الكراسي المتحركة خلال دورة ألعاب إنفيكتوس 2018.
- أستراليا (11)
- فرنسا (12)
- بريطانيا العظمى (8)
- نيوزيلندا (11)
- (13)أونكونكرد
- الولايات المتحدة (11)

#### الكرة الطائرة بوضعية الجلوس
أقيمت مباريات كرة الطائرة بوضعية الجلوس في مركز كواي على مدى يومين من 22 إلى 23 أكتوبر. نُظمت مسابقة واحدة بالتعاون مع مركز جينيا لكرة الشبكة ومركز كواي. تنافست فرق من 12 دولة في هذا الحدث.
- أفغانستان (4)
- أستراليا (13)
- إستونيا
- فرنسا
- بريطانيا العظمى
- جورجيا
- ألمانيا
- الأردن
- هولندا
- بولندا
- رومانيا
- الولايات المتحدة

## جدول الميداليات
لا توجد قائمة رسمية للميداليات في ألعاب إنفكتوس. تُمنح الميداليات ولكن ألعاب إنفكتوس لا تؤيد أو تحتفظ بسجل رسمي للميداليات الذهبية والفضية والبرونزية.[بحاجة لمصدر]
يشارك المتنافسون، وليس الرياضيون، في هذا الحدث الذي يدعم إعادة التأهيل والتعافي للأفراد العسكريين الجرحى والمصابين والمرضى.[بحاجة لمصدر]

## الحائزون على الميداليات

### الرماية
| الألعاب                                    | الذهبية                                                                  | الفضية                                                            | البرونزية                                                  |
| ------------------------------------------ | ------------------------------------------------------------------------ | ----------------------------------------------------------------- | ---------------------------------------------------------- |
| الرماية بالقوس المتقوس للمبتدئين للرجال    | دارين بيترز · أستراليا                                                   | أوليكساندر زوزولياك · أوكرانيا                                    | كينيث جيبسن هيلدتوفت · الدنمارك                            |
| الرماية بالقوس المتقوس المفتوحة للرجال     | يوجين فالنتين باترو · رومانيا                                            | فابيو توماسولو · إيطاليا                                          | بونافينتورا بوفي · إيطاليا                                 |
| الرماية بالقوس المتقوس للمبتدئين للسيدات   | مايا موسكفيتش · أوكرانيا                                                 | نيكي موريلو · كندا                                                | كافيل سيموندز · كندا                                       |
| الرماية بالقوس المتقوس المفتوح للسيدات     | جينيفر كولينز · المملكة المتحدة                                          | جوسلين ماكينلي · أستراليا                                         | هانا مارغريت ستولبرغ · الولايات المتحدة                    |
| الرماية بالقوس المتقوس للمبتدئين في الفريق | أوكرانيا · مايا موسكفيتش · سيرهي شيمشاك · أندري أوساتش                   | الدنمارك · كريستيان كلايدون سميث · مورتن باخ جنسن · أنكر سيول     | فرنسا · سيريل أوكسانت · لوك بيرتون · جان فرانسوا مونتويا   |
| الرماية بالقوس المتقوس المفتوح في الفريق   | إيطاليا · بونافينتورا بوف · بييرو روزاريو سوما · فابيو توماسولو          | رومانيا · دانوت نيكولا · إيون كاتالين بارفو · يوجين فالنتين بيترو | المملكة المتحدة · جينيفر كولينز · سكوت ماكنيس · بوبي باوسي |
|                                            |                                                                          |                                                                   |                                                            |
| القوس المركب المفتوح للرجال                | ستيوارت شيرمان · أستراليا                                                | ستيفن ساندمان · أستراليا                                          | دورين بيتروت · رومانيا                                     |
| القوس المركب المفتوح للسيدات               | كريستينا تروسديل · الولايات المتحدة                                      | لم تمنح                                                           | لم تمنح                                                    |
| القوس المركب المفتوح                       | رومانيا · إيونوت-كلوديو بوتوي · أوغستين-نيكوسور بيجوليسكو · دورين بيتروت | أستراليا · مات بلانت · غاري روبنسون · ستيفن ساندمان               | كندا · ديريك أندرسون · ماثيو بيلير · فرانك جوفين           |

### ألعاب القوى
الرجال
| Event        | الفئة                   | الذهبية                              | الفضية                                    | البرونزية                            |
| ------------ | ----------------------- | ------------------------------------ | ----------------------------------------- | ------------------------------------ |
| 100 m        | IT1                     | كوشال ليمبو · المملكة المتحدة        | ستيكس باركر · أستراليا                    | أليكس تيت · المملكة المتحدة          |
| 200 m        | IT1                     | كوشال ليمبو · المملكة المتحدة        | ستيكس باركر · أستراليا                    | مايكل سوسادوكارما · الولايات المتحدة |
| 400 m        | IT1                     | ستيكس باركر · أستراليا               | بن سيكل · الولايات المتحدة                | ميشيل رانشين · فرنسا                 |
| 1500 m       | IT1                     | أندرو ويلكنسون · أستراليا            | ميشيل رانشين · فرنسا                      | بن سيكل · الولايات المتحدة           |
| الوثب الطويل | IJ1                     | أليكس تيت · المملكة المتحدة          | ستيكس باركر · أستراليا                    | بن سيكل · الولايات المتحدة           |
| رمي الجلة    | IF1                     | مايكل سوسادوكارما · الولايات المتحدة | يوري دميترينكو · أوكرانيا                 | نو فيلو-ليانا · نيوزيلندا            |
| رمي القرص    | IF1                     | مايكل سوسادوكارما · الولايات المتحدة | يوري دميترينكو · أوكرانيا                 | أوت جويزار · إستونيا                 |
|              |                         |                                      |                                           |                                      |
| رمي الجلة    | IF2                     | وعد عمران فارس · العراق              | مايك كاسير · الولايات المتحدة             | لم تمنح                              |
| IF2          | وعد عمران فارس · العراق | مايك كاسر · الولايات المتحدة         | رينيه هينركريكوس · إستونيا                |                                      |
|              |                         |                                      |                                           |                                      |
| 100 m        | IT3                     | ناثان باركر · أستراليا               | جو ديلنت · المملكة المتحدة                | ميك كاسر · الولايات المتحدة          |
| 200 m        | IT3                     | فاضل رزاق عد الامير · العراق         | ميك كاسر · الولايات المتحدة               | جو ديلنت · المملكة المتحدة           |
| 400 m        | IT3                     | ميك كاسر · الولايات المتحدة          | ناثان باركر · أستراليا                    | جو ديلنت · المملكة المتحدة           |
| 1500 m       | IT3                     | كريح ولسون · نيوزيلندا               | لوك فاتينك · هولندا                       | ميك كاسر · الولايات المتحدة          |
| القفز الطويل | IJ3                     | جو ديلنت · المملكة المتحدة           | مايكل ليديارد · أستراليا                  | لم تمنح                              |
| Shot put     | IF3                     | دوريان جاردنر · الولايات المتحدة     | لم تمنح                                   | لم تمنح                              |
| Discus throw | IF3                     | دوريان جاندنر · الولايات المتحدة     | عدي ماجد الشطناوي · الأردن                | لم تمنح                              |
|              |                         |                                      |                                           |                                      |
| 100 m        | IT4                     | ماثيو برومبي · أستراليا              | جوشوا ديفيد سميث · الولايات المتحدة       | ريان باترك نوفاك · الولايات المتحدة  |
| 200 m        | IT4                     | ماثيو برومبي · أستراليا              | جوشوا ديفيد سميث Smith · الولايات المتحدة | ريان باترك نوفاك · الولايات المتحدة  |
| 400 m        | IT4                     | ماثيو برومبي · أستراليا              | جوشوا ديفيد سميث · الولايات المتحدة       | ريان باترك نوفاك · الولايات المتحدة  |
| 1500 m       | IT4                     | ماثيو برومبي · أستراليا              | جوشوا ديفيد سميث · الولايات المتحدة       | ريان باترك نوفاك · الولايات المتحدة  |
| القفز الطويل | IJ4                     | إياد سالم مستريحي · الأردن           | لم تمنح                                   | لم تمنح                              |
| رمي الجلة    | IF4                     | روب هوفورد · الولايات المتحدة        | أوليكساندر بييلوبوكوف · أوكرانيا          | خيامي جارزا · الولايات المتحدة       |
| رمي القرص    | IF4                     | داميان أيؤيش · أستراليا              | روب هوفورد · الولايات المتحدة             | دارين يونغ · المملكة المتحدة         |
|              |                         |                                      |                                           |                                      |
| 100 m        | IT5                     | أحمد هشام البرهمة · الأردن           | سيباستيان برادالييه · فرنسا               | جويل رودريجيز · الولايات المتحدة     |
| 100 m        | IT5                     | مالكولم روز · المملكة المتحدة        | سيباستيان برادالييه · فرنسا               | جويل رودريجيز · الولايات المتحدة     |
| 200 m        | IT5                     | سيباستيان برادالييه · فرنسا          | مالكولم روز · المملكة المتحدة             | جويل رودريجيز · الولايات المتحدة     |
| 400 m        | IT5                     | سيباستيان برادالييه · فرنسا          | مالكولم روز · المملكة المتحدة             | لم تمنح                              |
| 1500 m       | IT5                     | سيباستيان برادالييه · فرنسا          | لم تمنج                                   | لم تمنح                              |
| القفز الطويل | IJ5                     | بنيامين ييومانس · أستراليا           | فاسيل أوميلينكو · أوكرانيا                | دانييل هندريوك · ألمانيا             |
| رمي الجلة    | IF5                     | مارتن تاي · المملكة المتحدة          | ديفيد كروك · الولايات المتحدة             | تايسوت شميت · الولايات المتحدة       |
| رمي القرص    | IF5                     | ديفيد كروك · الولايات المتحدة        | تايسون شميت · الولايات المتحدة            | بيت براون · أستراليا                 |
|              |                         |                                      |                                           |                                      |
| رمي الجلة    | IF6                     | ديفيد واتسون · المملكة المتحدة       | ريان بيني · الولايات المتحدة              | مارك أورمورد · المملكة المتحدة       |
| رمي القرص    | IF6                     | ديفيد واتسون · المملكة المتحدة       | تيم باين · الولايات المتحدة               | مارك أورمورد · المملكة المتحدة       |
|              |                         |                                      |                                           |                                      |
| 100 m        | IT7                     | بنيامين ييومانس · أستراليا           | هائل خليف المحاكم · الأردن                | كيني جوين · الولايات المتحدة         |
| 200 m        | IT7                     | بنيامين ييومانس · أستراليا           | هائل خليف المحاكم · الأردن                | ستيفن بورتل · الولايات المتحدة       |
| 400 m        | IT7                     | فاسيل أوميلشينكو · أوكرانيا          | إرجو ميتس · إستونيا                       | هائل خليف المحاكم · الأردن           |
| 1500 m       | IT7                     | بوغدان أوكسينتيوك · أوكرانيا         | مارك هينيت · المملكة المتحدة              | ستيف سيبورن · المملكة المتحدة        |
| رمي الحلة    | IF7                     | ريان ماجور · الولايات المتحدة        | ماسيمو سابيو · إيطاليا                    | سوا توي · الولايات المتحدة           |
| رمي القرص    | IF7                     | ريان ماجور · الولايات المتحدة        | جويل رودريجيز · الولايات المتحدة          | لم تمنح                              |

السيدات
| Event           | الفئة           | الذهبية                                                                                  | الفضية                                                                        | البرونزية                                 |
| --------------- | --------------- | ---------------------------------------------------------------------------------------- | ----------------------------------------------------------------------------- | ----------------------------------------- |
| 100 m           | IT1             | مونيكا كونرافاتو · إيطاليا                                                               | لم تمنح                                                                       | لم تمنح                                   |
| 200 m           | IT1             | دانييل نيكول بوثوف · الولايات المتحدة                                                    | لم تمنح                                                                       | لم تمنح                                   |
| رمي الجلة       | IF1             | إيما ماكورميك · المملكة المتحدة                                                          | ستيفانيا جونسون · الولايات المتحدة                                            | لم تمنح                                   |
| رمي القرص       | IF1             | إيما ماكورميك · المملكة المتحدة                                                          |                                                                               | لم تمنح                                   |
|                 |                 |                                                                                          |                                                                               |                                           |
| 100 m           | IT3             | سابرينا دولوس · فرنسا                                                                    | لم تمنح                                                                       | لم تمنح                                   |
| 200 m           | IT3             | سابرينا دولوس · فرنسا                                                                    | لم تمنح                                                                       | لم تمنح                                   |
| 400 m           | IT3             | سابرينا دولوس · فرنسا                                                                    | لم تمنح                                                                       | لم تمنح                                   |
|                 |                 |                                                                                          |                                                                               |                                           |
| 100 m           | IT4             | غبرييال جريفز-ويك · الولايات المتحدة                                                     | براندي إيفانز · الولايات المتحدة                                              | ناومي أدي · المملكة المتحدة               |
| 200 m           | IT4             | غبرييال جريفز-ويك · الولايات المتحدة                                                     | براندي إيفانز · الولايات المتحدة                                              | كريستين إليزابيث موريس · الولايات المتحدة |
| 400 m           | IT4             | غبرييال جريفز-ويك · الولايات المتحدة                                                     | براندي إيفانز · الولايات المتحدة                                              | كريستين إليزابيث موريس · الولايات المتحدة |
| 1500 m          | IT4             | غبرييال جريفز-ويك · الولايات المتحدة                                                     | كريستين إليزابيث موريس · الولايات المتحدة                                     | ناومي أدي · المملكة المتحدة               |
| رمي الجلة       | IF4             | بريجيد بارك · أستراليا                                                                   | جويس فان دن واردنبورج · هولندا                                                | ريبيكا كوينستنز · أستراليا                |
|                 | IF4             | بريجيد باركر · أستراليا                                                                  | فانيسا بروغيل · أستراليا                                                      | جويس فان دن واردنبورج · هولندا            |
|                 |                 |                                                                                          |                                                                               |                                           |
| 100 m           | IT5             | أماني أكرم عبد الرحيم · الأردن                                                           | لم تمنح                                                                       | لم تمنح                                   |
| القفز الطويل    | IJ5             | هايدي جوستن · أستراليا                                                                   | فرانشيسكا روكا · فرنسا                                                        | فانيسا برويل · أستراليا                   |
| رمي الجلة       | IF5             | سيباستيانا لوبيز · الولايات المتحدة                                                      | غابرييل جريفز ويك · الولايات المتحدة                                          | كريستين إليزابيث موريس · الولايات المتحدة |
| رمي القرص       | IF5             | سيباستيانا لوبيز · الولايات المتحدة                                                      | براندي إيفانز · الولايات المتحدة                                              | غابرييل جريفز ويك · الولايات المتحدة      |
|                 |                 |                                                                                          |                                                                               |                                           |
| 100 m           | IT7             | هايدي جوستن · أستراليا                                                                   | صفحة الفجر ماريا · الولايات المتحدة                                           | أليكسيا فلاهوس · أستراليا                 |
| 200 m           | IT7             | هايدي جوستن · أستراليا                                                                   | صفحة الفجر ماريا · الولايات المتحدة                                           | فرانشيسكا روكا · فرنسا                    |
| 400 m           | IT7             | هايدي جوستن · أستراليا                                                                   | فرانشيسكا روكا · فرنسا                                                        | صفحة الفجر ماريا · الولايات المتحدة       |
| 1500 m          | IT7             | أنيليس هوما · هولندا                                                                     | ديبي أوكونيل · المملكة المتحدة                                                | تانيا سونكير · الدنمارك                   |
|                 |                 |                                                                                          |                                                                               |                                           |
| 4 × 100 m relay | 4 × 100 m relay | الولايات المتحدة · لين أوبري ديلارد · غابرييل جريفز-ويك · ستيفاني جونسون · دون ماريا بيج | المملكة المتحدة · ناومي آدي · كيلي جانفيلد · ألكسندرا ماكليلان · ديبي أوكونيل | لم تُمنح                                   |

المختلط
| Event           | الذهبية                                                             | الفضية                                                                         | البرونزية                                                            |
| --------------- | ------------------------------------------------------------------- | ------------------------------------------------------------------------------ | -------------------------------------------------------------------- |
| 4 × 100 m relay | أستراليا · مات الموديل · ناثان باركر · ستيكس باركر · بنيامين يومانس | المملكة المتحدة · بنيامين بوكيه · غيوم دوكروك · جان فيليب غولف · مايكال رانشين | فرنسا · بنيامين بوكيه · غيوم دوكروك · جان فيليب غولف · مايكال رانشين |

### التجديف الداخلي
الرجال
| Event                      | الفئة | الذهبية                        | الفضية                          | البرونزية                          |
| -------------------------- | ----- | ------------------------------ | ------------------------------- | ---------------------------------- |
| سباق سريع لمدة دقيقة واحدة | IR1   | مارك أورمرود · المملكة المتحدة | ديفيد واتسون · المملكة المتحدة  | ريان ميجور · الولايات المتحدة      |
| التحمل لأربع دقائق         | IR1   | مارك أورمرود · المملكة المتحدة | ديفيد واتسون · المملكة المتحدة  | لم تُمنح                            |
| سباق لمدة دقيقة واحدة      | IR2   | ريمي بوليه · فرنسا             | ديف إينيس · كندا                | لوريتو دي لوريتو · إيطاليا         |
| تحمل أربع دقائق            | IR2   | فرانك روبن · فرنسا             | لوريتو دي لوريتو · إيطاليا      | سيباستيان برادالير · فرنسا         |
| سباق سريع لمدة دقيقة واحدة | IR3   | أولكسندر بيلوبوكوف · أوكرانيا  | ناثان باركر · أستراليا          | ديفيد ترافادون · فرنسا             |
| تحمل أربع دقائق            | IR3   | ناثان باركر · أستراليا         | لوك فيلتينك · هولندا            | جون إليوت آيو · الولايات المتحدة   |
| سباق سريع لمدة دقيقة       | IR4   | مارتن تاي · المملكة المتحدة    | بيت براون · أستراليا            | ماثيو جراشين · الولايات المتحدة    |
| تحمل أربع دقائق            | IR4   | بيت براون · أستراليا           | دانيال فيليبس · المملكة المتحدة | مارك دانيلز · أستراليا             |
| سباق سريع لمدة دقيقة       | IR5   | روس ألوين · الولايات المتحدة   | مارك بيركنز · المملكة المتحدة   | بول أوفرجارد كريستنسن · الدنمارك   |
| التحمل لأربع دقائق         | IR5   | روس ألوين · الولايات المتحدة   | مارك بيركنز · المملكة المتحدة   | إرغو ميتس · إستونيا                |
| سباق لمدة دقيقة واحدة      | IR6   | بن فاريناتسو · أستراليا        | نموذج مات · أستراليا            | روب هوففورد · الولايات المتحدة     |
| سباق لمدة دقيقة واحدة      | IR6   | سيرهي إلنيتسكي · أوكرانيا      | نموذج مات · أستراليا            | روب هوففورد · الولايات المتحدة     |
| التحمل لأربع دقائق         | IR6   | بن فاريناتسو · أستراليا        | نموذج مات · أستراليا            | دوميترو نيكولاي باراشيفا · رومانيا |

السيدات
| الألعاب                | الفئة | الذهبية                                 | الفضية                                    | البرونزية              |
| ---------------------- | ----- | --------------------------------------- | ----------------------------------------- | ---------------------- |
| سباق لمدة دقيقة واحدة  | IR2   | أماني أكرم عبد الرحمن · الأردن          | لم تمنح                                   | لم تمنح                |
| سباق لمدة دقيقة واحدة  | IR3   | سابرينا دولاوس · فرنسا                  | لم تمنح                                   | لم تمنح                |
| سباق لمدة دقيقة واحدة  | IR3   | راشيل ويليامسون · المملكة المتحدة       | لم تمنح                                   | لم تمنح                |
| التحمل لأربع دقائق     | IR3   | هانا مارغريت ستولبرغ · الولايات المتحدة | لم تمنح                                   | لم تمنح                |
| التحمل لأربع دقائق     | IR3   | راشيل ويليامسون · المملكة المتحدة       | لم تمنح                                   | لم تمنح                |
| سباق لمدة دقيقة واحدة  | IR4   | سيباستيانا لوبيز · الولايات المتحدة     | لم تمنح                                   | لم تمنح                |
| أربع دقائق من التحمل   | IR4   | سيباستيانا لوبيز · الولايات المتحدة     | لم تمنح                                   | لم تمنح                |
| سباق لمدة دقيقة واحدة  | IR5   | إميلي ميسكو · أستراليا                  | كريستين إليزابيث موريس · الولايات المتحدة | ماريون بلوت · فرنسا    |
| التحمل لمدة أربع دقائق | IR5   | إميلي ميسكو · أستراليا                  | كريستين إليزابيث موريس · الولايات المتحدة | ماريون بلوت · فرنسا    |
| الركض لمدة دقيقة واحدة | IR6   | تيف وايت · أستراليا                     | إيما كادزيولكا · أستراليا                 | سارة بيتشيل · أستراليا |
| التحمل لمدة أربع دقائق | IR6   | إيما كادزيولكا · أستراليا               | تيف وايت · أستراليا                       | سارة بيتشيل · أستراليا |

### تحدي قيادة جاغوار لاند روفر
| الألعاب | الذهبية                              | الفضية                                 | البرونزية                                     |
| ------- | ------------------------------------ | -------------------------------------- | --------------------------------------------- |
| فريق    | فرنسا · سيدريك أرسي · ميكائيل رانشين | أستراليا · كريج ماكغراث · سكوت رينولدز | المملكة المتحدة · دانيال بينغلي · مارك بيركنز |

### رفع الأثقال
| Event             | الفئة | الذهبية                             | الفضية                       | البرونزية                       |
| ----------------- | ----- | ----------------------------------- | ---------------------------- | ------------------------------- |
| وزن خفيف للرجال   | IP4   | أحمد هاشم البراهمة · الأردن         | كيني جوين · الولايات المتحدة | لي ماثيوز · المملكة المتحدة     |
| وزن متوسط للرجال  | IP5   | أولكسندر هافريلينكو · أوكرانيا      | تيرون جاوثورن · أستراليا     | جوناثان ميتشل · المملكة المتحدة |
| وزن ثقيل للرجال   | IP6   | مارتن تاي · المملكة المتحدة         | يفهين أوليكسينكو · أوكرانيا  | روب هوففورد · الولايات المتحدة  |
|                   |       |                                     |                              |                                 |
| وزن خفيف للسيدات  | IP1   | سارة سليوكا · أستراليا              | فرانشيسكا روكا · فرنسا       | آبي كاسباريس · المملكة المتحدة  |
| وزن متوسط للسيدات | IP2   | سيباستيانا لوبيز · الولايات المتحدة | برادلي · أستراليا            | أليكسيا فلاهوس · أستراليا       |
| وزن ثقيل للسيدات  | IP3   | سارة بيتشيل · أستراليا              | تيف وايت · أستراليا          | بريجيد بيكر · أستراليا          |

### ركوب الدراجات على الطرق
الرجال
| الألعاب                      | الفئة  | الذهبية                       | الفضية                              | البرونزية                        |
| ---------------------------- | ------ | ----------------------------- | ----------------------------------- | -------------------------------- |
| سباق الزمن للدراجات اليدوية  | IHB1   | ريان بيني · الولايات المتحدة  | لوريتو دي لوريتو · إيطاليا          | سيباستيان برادالير · فرنسا       |
| سباق الدراجات اليدوية        | IHB1   | ريان بيني · الولايات المتحدة  | فرانك روبن · فرنسا                  | سيباستيان برادالير · فرنسا       |
| سباق زمن الدراجات المائلة    | IRECB1 | دانيال لي · الولايات المتحدة  | جوشوا ديفيد سميث · الولايات المتحدة | جون إليوت آيو · الولايات المتحدة |
| سباق الدراجات المائلة        | IRECB1 | دانيال لي · الولايات المتحدة  | جوشوا ديفيد سميث · الولايات المتحدة | جون إليوت آيو · الولايات المتحدة |
| سباق زمن الدراجات على الطريق | IRB1   | ديفيد ترافادون · فرنسا        | أرنو سالمبيان · فرنسا               | إدوين دي وولف · هولندا           |
| سباق الدراجات على الطريق     | IRB1   | ديفيد ترافادون · فرنسا        | أرنو سالمبيان · فرنسا               | إدوين دي وولف · هولندا           |
| سباق زمن دراجات اليد         | IHB2   | مايكل سوين · المملكة المتحدة  | برانت أيرلندا · الولايات المتحدة    | ريمي بوليه · فرنسا               |
| سباق دراجات اليد             | IHB2   | مايكل سوين · المملكة المتحدة  | برانت أيرلندا · الولايات المتحدة    | ماسيمو تشيابيتا · إيطاليا        |
| سباق زمن الدراجات على الطريق | IRB2   | ستيف سيبورن · المملكة المتحدة | كارل ألين دوبسون · المملكة المتحدة  | واين هارود · المملكة المتحدة     |
| سباق الدراجات على الطريق     | IRB2   | نيكولاس ميلين · فرنسا         | أندرو ويلكنسون · أستراليا           | ستيف سيبورن · المملكة المتحدة    |
| سباق زمن الدراجات على الطريق | IRB3   | أندرو وايت · المملكة المتحدة  | تيم جروفر · أستراليا                | دينيس فيششوك · أوكرانيا          |
| سباق الدراجات على الطريق     | IRB3   | أندرو وايت · المملكة المتحدة  | تيم جروفر · أستراليا                | أليكس مولدر · المملكة المتحدة    |

السيدات
| Event                          | الفئة  | الذهبية                                   | الفضية                              | البرونزية                               |
| ------------------------------ | ------ | ----------------------------------------- | ----------------------------------- | --------------------------------------- |
| سباق زمن الدراجات المائلة      | IRECB1 | ديبي أوكونيل · المملكة المتحدة            | جيمي لين بيفيانو · الولايات المتحدة | هانا مارغريت ستولبرغ · الولايات المتحدة |
| سباق الدراجات المائلة          | IRECB1 | ديبي أوكونيل · المملكة المتحدة            | جيمي لين بيفيانو · الولايات المتحدة | هانا مارغريت ستولبرغ · الولايات المتحدة |
| سباق زمن دراجات اليد           | IHB2   | غابرييل جريفز ويك · الولايات المتحدة      | لم تمنح                             | لم تمنح                                 |
| سباق دراجات اليد               | IHB2   | غابرييل جريفز ويك · الولايات المتحدة      | لم تمنح                             | لم تمنح                                 |
| سباق الزمن للدراجات على الطريق | IRB2   | كريستين إليزابيث موريس · الولايات المتحدة | إميلي ميسكو · أستراليا              | كريستينا ترويسديل · الولايات المتحدة    |
| سباق الدراجات على الطريق       | IRB2   | كريستين إليزابيث موريس · الولايات المتحدة | إميلي ميسكو · أستراليا              | كريستينا ترويسديل · الولايات المتحدة    |
| سباق الزمن للدراجات على الطريق | IRB3   | براندي إيفانز · الولايات المتحدة          | ستيفاني فيرهوف · هولندا             | نعومي فونغ · كندا                       |
| سباق الدراجات على الطريق       | IRB3   | براندي إيفانز · الولايات المتحدة          | لين أوبري ديلارد · الولايات المتحدة | نعومي فونغ · كندا                       |

### الإبحار الشراعي
| الألعاب      | الذهبية                                                           | الفضية                                                                          | البرونزية                                                                  |
| ------------ | ----------------------------------------------------------------- | ------------------------------------------------------------------------------- | -------------------------------------------------------------------------- |
| قارب هانزا   | سيريل شهبون · فرنسا                                               | دافين بريثرتون · أستراليا                                                       | بيت آرباكل · أستراليا                                                      |
| فريق إليوت 7 | أستراليا · بول لانجلي · كريج ماكجراث · روب سوندرز · ماركوس ويلسون | الدنمارك · يواكيم جول إريكسن · يوهان هوغ هانسن · ترين هولست جنسن · كيم ويلسبورج | هولندا · جيروين لونسينغ · مارك فان دي كويلين · لوك فيلتينك · إدوين فيرميتن |

### الكرة الطائرة بوضعية الجلوس
| الألعاب    | الذهبية | الفضية | البرونزية |
| ---------- | --- | --- | --- |
| فرق مختلطة | جورجيا · ديفيد دردزولي · إنفر جيجليمياني · بيساريون جودوشوري · جيورجي جاباخيدزه · باتا جيبوتي · ليفان ميكافا · ميريان ميرياناشفيلي · مانوشار ناكيشاشفيلي · مرتز أوسيبيشفيلي · كاخبيري زيراكاشفيلي | المملكة المتحدة · دانييل بينجلي · كوشال ليمبو · سكوت ماكنيس · مايكل ميلون · با مودو نجي · نيترا رانا · جيمس روز · دانييل شانهان · أفيوتا تويلا · بول تويتشل · آلان وايت · دارين يونج | إستونيا · إيجيرد إيرلاين · رينيه هينريكوس · مارجوس هوب · أوت جويزار · تارمو ليبيك · إرغو ميتس · ماريك بيريماجي · ماديس بوري · إيفان سميرنوف · أجور تيترمان |

### السباحة
الرجال
| الألعاب               | الفئة | الذهبية                        | الفضية                           | البرونزية                        |
| --------------------- | ----- | ------------------------------ | -------------------------------- | -------------------------------- |
| 50 متر سباحة حرة      | ISA   | ماسيمو سابيو · إيطاليا         | مارك أورمرود · المملكة المتحدة   | لم تمنح                          |
| 100 متر سباحة حرة     | ISA   | مارك أورمرود · المملكة المتحدة | غاري روبنسون · أستراليا          | لم تمنح                          |
| سباحة الظهر 50 متر    | ISA   | ماسيمو سابيو · إيطاليا         | لم تمنح                          | لم تمنح                          |
| سباحة صدر 50 متر      | ISA   | مارك أورمرود · المملكة المتحدة | لم تمنح                          | لم تمنح                          |
| 50 متر سباحة حرة      | ISB   | أرماندو ماركو يانوزي · إيطاليا | جون إليوت آيو · الولايات المتحدة | أنطونيو أوريكيو · إيطاليا        |
| 100 متر سباحة حرة     | ISB   | أرماندو ماركو يانوزي · إيطاليا | جون إليوت آيو · الولايات المتحدة | أنطونيو أوريكيو · إيطاليا        |
| 50 متر سباحة ظهر      | ISB   | أرماندو ماركو يانوزي · إيطاليا | شاي هامبتون · الولايات المتحدة   | رافاييل فيسنتي دي لوكا · إيطاليا |
| سباحة الصدر 50 متر    | ISB   | شاي هامبتون · الولايات المتحدة | رونالد فان دورت · هولندا         | أرماندو ماركو يانوزي · إيطاليا   |
| سباحة حرة 50 متر      | ISC   | مايكل قودي · المملكة المتحدة   | أندرو ويلكنسون · أستراليا        | دوريان غاردنر · الولايات المتحدة |
| السباحة الحرة 100 متر | ISC   | أندرو ويلكنسون · أستراليا      | مايكل قودي · المملكة المتحدة     | أليكس ديوار · المملكة المتحدة    |
| 50 متر سباحة ظهر      | ISC   | مايكل قودي · المملكة المتحدة   | أندرو ويلكنسون · أستراليا        | أليكس ديوار · المملكة المتحدة    |
| 50 متر سباحة صدر      | ISC   | أندرو ويلكنسون · أستراليا      | أليكس ديوار · المملكة المتحدة    | مايكل قودي · المملكة المتحدة     |
| 50 متر سباحة حرة      | ISD   | توم فوستر · أستراليا           | بوجدان أوكسينتيوك · أوكرانيا     | فولوديمير كورول · أوكرانيا       |
| 100 متر سباحة حرة     | ISD   | توم فوستر · أستراليا           | فولوديمير كورول · أوكرانيا       | بوجدان أوكسينتيوك · أوكرانيا     |
| 50 متر سباحة صدر      | ISD   | توم فوستر · أستراليا           | فولوديمير كورول · أوكرانيا       | ريتشارد غامبل · المملكة المتحدة  |
| 50 متر سباحة صدر      | ISD   | توم فوستر · أستراليا           | فيكتور شينكاروك · أوكرانيا       | لوك هيل · أستراليا               |

السيدات
| الألعاب             | الفئة               | الذهبية                                                                                        | الفضية                                                            | البرونزية                                 |
| ------------------- | ------------------- | ---------------------------------------------------------------------------------------------- | ----------------------------------------------------------------- | ----------------------------------------- |
| سباحة حرة 50 متر    | ISB                 | راينا ماري هوكنبيري · الولايات المتحدة                                                         | لم تمنح                                                           | لم تمنح                                   |
| سباحة حرة 100 متر   | ISB                 | هانا مارغريت ستولبرغ · الولايات المتحدة                                                        | لم تمنح                                                           | لم تمنح                                   |
| 50 متر سباحة الصدر  | ISB                 | هانا مارغريت ستولبرغ · الولايات المتحدة                                                        | لم تمنح                                                           | لم تمنح                                   |
| 50 متر سباحة الصدر  | ISB                 | هانا مارغريت ستولبرغ · الولايات المتحدة                                                        | لم تمنح                                                           | لم تمنح                                   |
| 50 متر سباحة حرة    | ISC                 | سونيا نيومان · أستراليا                                                                        | راشيل ويليامسون · المملكة المتحدة                                 | كريستين إليزابيث موريس · الولايات المتحدة |
| 100 متر سباحة حرة   | ISC                 | سونيا نيومان · أستراليا                                                                        | كريستين إليزابيث موريس · الولايات المتحدة                         | راشيل ويليامسون · المملكة المتحدة         |
| 50 متر سباحة الصدر  | ISC                 | سونيا نيومان · أستراليا                                                                        | راشيل ويليامسون · المملكة المتحدة                                 | دانييل نيكول بوثوف · الولايات المتحدة     |
| 50 متر سباحة الصدر  | ISC                 | سونيا نيومان · أستراليا                                                                        | راشيل ويليامسون · المملكة المتحدة                                 | كريستين إليزابيث موريس · الولايات المتحدة |
| 50 متر سباحة حرة    | ISD                 | تارين باربرا · أستراليا                                                                        | كيرا لافين · الولايات المتحدة                                     | روث هانت · أستراليا                       |
| 100 متر سباحة حرة   | ISD                 | كيرا لافين · الولايات المتحدة                                                                  | تارين باربرا · أستراليا                                           | روث هانت · أستراليا                       |
| 50 متر سباحة الصدر  | ISD                 | روث هانت · أستراليا                                                                            | لين أوبري ديلارد · الولايات المتحدة                               | كيرا لافين · الولايات المتحدة             |
| 50 متر سباحة الصدر  | ISD                 | روث هانت · أستراليا                                                                            | ستيفاني فيرهوف · هولندا                                           | كيرا لافين · الولايات المتحدة             |
|                     |                     |                                                                                                |                                                                   |                                           |
| 4 × 50 متر تتابع حر | 4 × 50 متر تتابع حر | الولايات المتحدة · لين أوبري ديلارد · كيرا لافين · كريستين إليزابيث موريس · دانييل نيكول بوثوف | "أنكونكرد" تارين باربرا راينا ماري هوكنبيري روث هانت سونيا نيومان | لم تمنح                                   |

المختلط
| الألعاب             | الذهبية                                                            | الفضية                                                                  | البرونزية                                                                                        |
| ------------------- | ------------------------------------------------------------------ | ----------------------------------------------------------------------- | ------------------------------------------------------------------------------------------------ |
| 4 × 50 متر تتابع حر | أستراليا · توم فوستر · دين نوبل · ناثان ويتينغتون · أندرو ويلكنسون | المملكة المتحدة · أليكس ديوار · ريتشارد غامبل · مايكل قودي · ديفيد واتس | الولايات المتحدة · ستيفن بورتل · دوريان جاردنر · أليكسيس يوجين باديلا · مايكل أنتوني سوسادوكارما |

### كرة السلة على الكراسي المتحركة
| الألعاب    | الذهبية | الفضية | البرونزية |
| ---------- | --- | --- | --- |
| فرق مختلطة | الولايات المتحدة · روس ألوين · جوزويه بول بارون · براين كانيش · تشانس فيلد · ماثيو جراشين · ستيفاني جونسون · أليكس مايكل نجوين · كريس باركس · ريان بيني · جوشوا ديفيد سميث · جورج إدوارد فيرا · براين أنتوني ويليامز | هولندا · جاكو دودينك · جيروين لونسينغ · مارك فان دي كويلين · جيلي فان دير ستين · رونالد فان دورت · إدوين فيرميتن · جيفري فرويجوب · ألينا زويت | المملكة المتحدة · دانييل بينجلي · بول جاست · ريان هيويت · لي ماثيوز · مايكل ميلون · ريتشارد بولين · جيمس روز |

### الرجبي على الكراسي المتحركة
| Event      | الذهبية | الفضية | البرونزية |
| ---------- | --- | --- | --- |
| فرق مختلطة | أستراليا · بيت أرباكل · مات بلانت · دافين بريثرتون · ماثيو برومبي · ديف كونولي · مارك دانييلز · بريدون جريفثس · ترودي لاينز · بيت رودلاند · جيمي تانر · جيف رايت | المملكة المتحدة · دانيال بينجلي · بيتر دونينج · مايكل ماثيوز · سكوت ماكنيس · مايكل ميلون · جيف روبنسون · كلايف سميث · مارتن تاي | الولايات المتحدة · جوشوا بول بارون · جاي كولينز · برانت أيرلاند · سيباستيانا لوبيز · ريان ميجور · أليكس مايكل نجوين · جويل رودريجيز · جوشوا ديفيد سميث · سو توي · براين أنتوني ويليامز |

## الإعلام والبث
كان ABC شريك البث الرسمي لألعاب إنفكتوس الرابعة، حيث قدمت تغطية شاملة عبر عدة منصات، مثل البث التلفزيوني المجاني، والفيديو عند الطلب، والبث المباشر على يوتيوب، والراديو، والبودكاست. كانت شركة أي بي إن أوتدور هي الشريك الإعلامي الرسمي للأنشطة الخارجية وفيسبوك هو الشريك الإعلامي الاجتماعي.